# Karak (Distrikt)
Der Distrikt Karak ist ein Verwaltungsdistrikt in Pakistan in der Provinz Khyber Pakhtunkhwa. Sitz der Distriktverwaltung ist die gleichnamige Stadt Karak.
Der Distrikt hat eine Fläche von 3372 km² und nach der Volkszählung von 2017 706.299 Einwohner. Die Bevölkerungsdichte beträgt 209 Einwohner/km².

## Geografie
Der Distrikt befindet sich im Süden der Provinz Khyber Pakhtunkhwa, die sich im Norden von Pakistan befindet. Der Distrikt verfügt über bedeutende natürliche Ressourcen. Die Salzminen sind seit der Antike bekannt und bis in die britische Ära eine wichtige Salzquelle für den indischen Subkontinent. In jüngerer Zeit wurden Erdöl, Gas und Uran entdeckt.

## Geschichte
Der Distrikt wurde 1982 aus Teilen von Kohat geschaffen.

## Demografie
Zwischen 1998 und 2017 wuchs die Bevölkerung um jährlich 2,63 %. Von der Bevölkerung leben ca. 7 % in städtischen Regionen und ca. 93 % in ländlichen Regionen. In 73.144 Haushalten leben 349.433 Männer, 356.863 Frauen und 3 Transgender, woraus sich ein Geschlechterverhältnis von 97,9 Männer pro 100 Frauen ergibt und damit einen für Pakistan seltenen Frauenüberschuss.
Die Alphabetisierungsrate in den Jahren 2014/15 bei der Bevölkerung über 10 Jahren liegt bei 64 % (Frauen: 43 %, Männer: 89 %) und damit über dem Durchschnitt der Provinz Khyber Pakhtunkhwa von 53 %.
| Jahr | Einwohnerzahl |
| ---- | ------------- |
| 1972 | 191.204       |
| 1981 | 249.681       |
| 1998 | 430.796       |
| 2017 | 706.299       |